# بیت قدوس مرقریوس

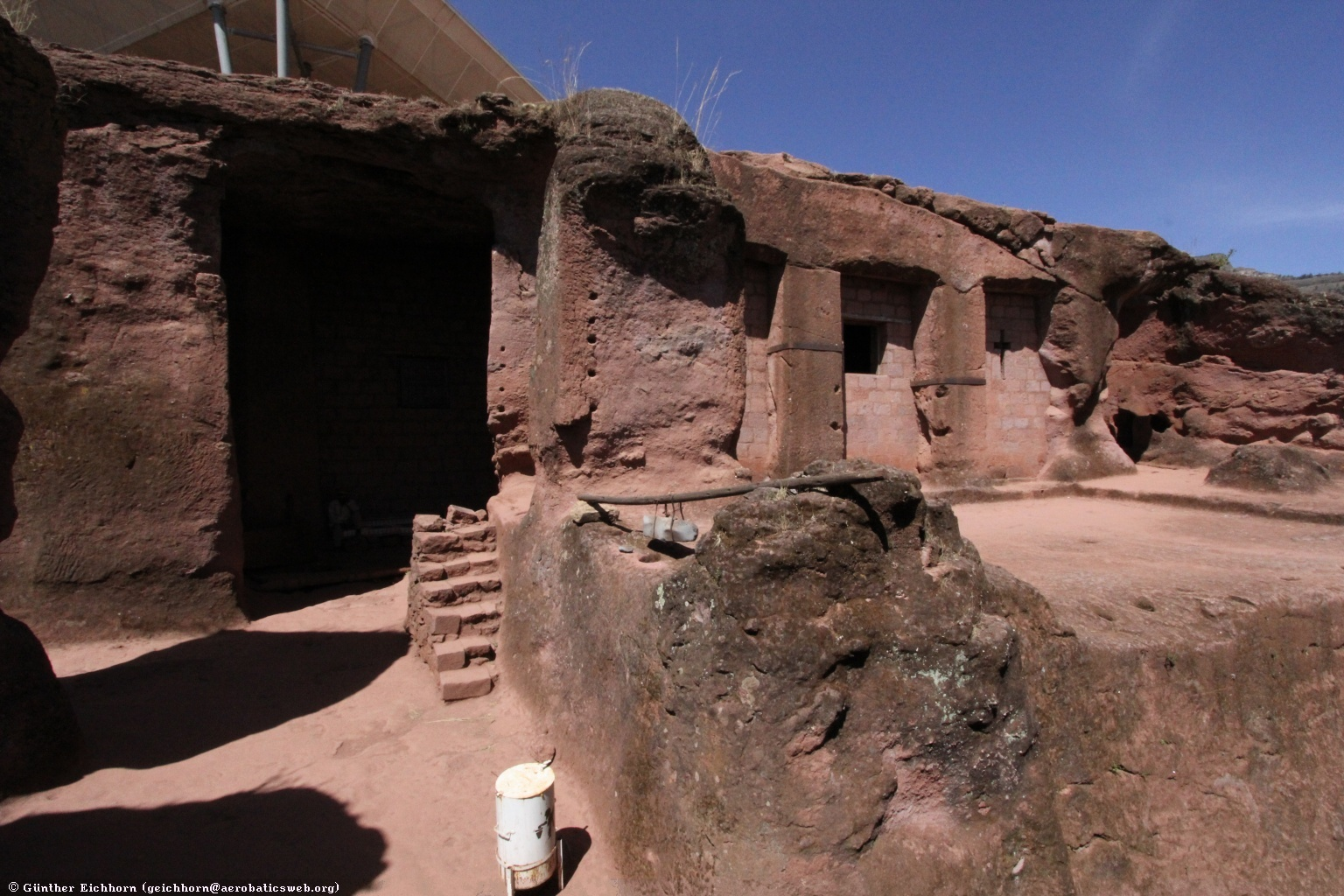
کلیسای سنگی بیته قدوس مرقوریوس در لالی‌بلا، اتیوپی

بیت قدوس مرقریوس (انگلیسی: Biete Qeddus Mercoreus) یک کلیسای تک‌سنگی زیرزمینی متعلق به کلیسای ارتدکس توحیدی اتیوپی است که در لالی‌بلا، اتیوپی قرار دارد. این کلیسا در دوران امپراتوری حبشه ساخته شده است. این کلیسا بخشی از میراث جهانی یونسکو در لالی‌بلا است.
بیته قدوس مرقوریوس (خانه قدیس مرقوریوس/خانه قدیس مرقس) ممکن است در گذشته به عنوان زندان مورد استفاده قرار می‌گرفته باشد، زیرا در آنجا زنجیرهای مخصوص پا یافت شده است.